# Malaysias Davis Cup-lag
Malaysias Davis Cup-lag styrs av Malaysias lawntennisförbund och representerar Malaysia i tennisturneringen Davis Cup, tidigare International Lawn Tennis Challenge. Malaysia debuterade i sammanhanget 1957, och har bland annat spelat semifinal i Asien-Oceanienzonens Grupp II.